# Аустријско признање за сећање на Холокауст
Аустријско признање за сећање на Холокауст (Austrian Holocaust Memorial Award, скраћено: AHMA; на српском: АХМА) додељује се од 2006. године од стране организације Аустријска служба у иностранству, која је 1998. године основана у Инзбруку.

## Признање
Ово признање се сваке године додељује личностима или организацијама, које се посебно залажу за сећање на Холокауст и његове жртве. 
Аустријска служба у иностранству се поред још две друге организације у Аустрији поготово залаже на пољу Службе сећања.

## Добитници
- 2006:     Пан Гуанг, Центар за јеврејске студије Шангај, НР Кина[1]
- 2007:     Алберто Динес, Каса Штефан Цвајг, Петрополис, Бразил[2]
- 2008:     Роберт Хебрас, Орадур-сур-Глан, Француска
- 2009:     Џеј М. Ипсон, Музеј Холокауста Вирџинија, Ричмонд (Вирџинија), САД
- 2010:     Ева Маркс, Мелбурн, Аустралија
- 2011:     Јеврејски центар у Аушвицу,  Освјенћим,     Пољска
- 2012:     Ладислаус Леб, Брајтон, Енглеска
- 2013:     Хуго Хеленрајнер, Инголштат, Немачка
- 2014:     Маргерс Вестерманис, Рига, Летонија
- 2015:     Ерика Розенберг, Буенос Ајрес, Аргентина
- 2016:     Џорџо Фрасинети, Предапио (Форли), Италија